# Meiogyne cylindrocarpa
Meiogyne cylindrocarpa (Burck) Heusden – gatunek rośliny z rodziny flaszowcowatych (Annonaceae Juss.). Występuje naturalnie w Australii (w stanach Australia Zachodnia, Queensland oraz na Terytorium Północnym), na Nowej Gwinei, Borneo oraz na archipelagu Marianów. 

## Morfologia
PokrójZimozielone drzewo lub krzew dorastające do 10 m wysokości.
LiścieMają owalny eliptyczny kształt. Mierzą 2,5–12 cm długości oraz 0,9–5 cm szerokości. Nasada liścia jest od ostrokątnej do rozwartej. Blaszka liściowa jest całobrzega o ostrym wierzchołku. Ogonek liściowy jest nagi i dorasta do 2–5 mm długości.
KwiatySą pojedyncze lub zebrane po 2 w pęczki, rozwijają się w kątach pędów. Działki kielicha mają owalny kształt. Płatki mają owalny kształt i żółtawą barwę. Kwiaty mają 12 pręcików i 3–20 owocolistków.
OwoceApokarpiczne, mają kształt od prawie kulistego do elipsoidalnego. Osiągają 20–35 mm długości.

## Biologia i ekologia
Rośnie w lasach i zaroślach, na terenach nizinnych.